# بی‌ای‌پی پیساگو (اس‌اس-۳۳)
بی‌ای‌پی پیساگو (اس‌اس-۳۳) (به انگلیسی: BAP Pisagua (SS-33)) یک زیردریایی است که طول آن 55.9 m می‌باشد. این زیردریایی در سال ۱۹۸۰ ساخته شد.